# Patrick Streiff

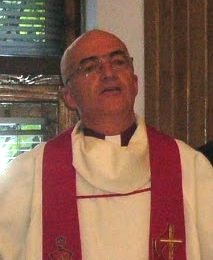
Patrick Streiff

Patrick Philipp Streiff (* 8. Juli 1955 in Birsfelden, Schweiz) ist ein Schweizer evangelischer Theologe, Pfarrer und seit 2006 Bischof der Evangelisch-methodistischen Kirche von Mittel- und Südeuropa, die die Länder Albanien, Algerien, Bulgarien, Frankreich, Kroatien, Montenegro, Nordmazedonien, Österreich, Polen, Schweiz, Serbien, Slowakei, Tschechien, Tunesien und Ungarn umfasst.

## Leben
Patrick Streiff absolvierte seine schulische Ausbildung bis zur Matura in Birsfelden und Muttenz. Danach schlug er den Weg in den kirchlichen Dienst der evangelisch-methodistischen Kirche ein. Das theologische Studium erfolgte von 1975 bis 1979 am Theologischen Seminar der Evangelisch-methodistischen Kirche in Reutlingen und von 1979 bis 1983 an der Universität Bern, wo er 1983 in Theologie promovierte.
1984 wurde er zum Ältesten (Pfarrer) der Evangelisch-methodistischen Kirche ordiniert. Die Dienstzuweisungen als Pfarrer führten ihn nach Lausanne-Vevey, Neuchâtel und Biel.
Von 1988 bis 2004 war er zudem Studienleiter des Centre Méthodiste de Formation Théologique in Lausanne und von 1992 bis 2004 Privatdozent für Geschichte des Christentums der Neuzeit.
2005 wurde Patrick Streiff in Bern für vorerst vier Jahre zum Bischof der Evangelisch-methodistischen Kirche gewählt und am 17. April geweiht. Er ist der Nachfolger von Heinrich Bolleter. Am 2. Mai 2006 hat er sein Amt angetreten; sein Aufsichtsgebiet umfasst 14 Länder in Europa und Nordafrika.
Neben seinem Gemeindedienst und der Lehrtätigkeit war und ist Patrick Streiff im kirchenhistorischen Bereich tätig, so als Vorsitzender der Europäischen Sektion der «World Methodist Historical Society» und als Vorsitzender der Historischen Kommission der Evangelisch-methodistischen Kirche in Europa. Ausserdem begleitete er als Berater den Aufbau einer theologischen Ausbildung in französischsprachigen Ländern Afrikas sowie in Kambodscha.
2020 unterstützte er die Konzernverantwortungsinitiative.

## Familie
1979 heiratete Streiff Heidi Albrecht (heute Heidi Streiff), mit der er vier Kinder hat.

## Schriften (Auswahl)
Aus Patrick Streiffs Tätigkeit im kirchenhistorischen Bereich sind verschiedene kürzere und umfangreichere Publikationen in deutscher, englischer und französischer Sprache entstanden.
- Jean Guillaume de LaFléchère, John William Fletcher 1729–1785: ein Beitrag zur Geschichte des Methodismus. Basler und Berner Studien zur historischen und systematischen Theologie; Band 51, 1984.
- Reluctant Saint? A Theological Biography of Fletcher of Madeley. Epworth Press 2001, ISBN 0-7162-0546-7
- Methodism in Europe in the 19th and 20th century. Eesti Metodist Kirik, 2003, ISBN 9985-9129-1-8
- Der Methodismus in Europa im 19. und 20. Jahrhundert. EmK-Geschichte, Monografien, Band 50, 2003, ISBN 3-89725-029-2